# あなたへ (映画)
『あなたへ』は、2012年8月25日に公開された日本映画。降旗康男監督、高倉健主演。また、この映画の脚本を基に森沢明夫による小説が書かれた。

## 概要
高倉にとって2006年の『単騎、千里を走る。』以来6年ぶりの主演映画、205本目の出演映画であり、高倉が監督の降旗と組んだ20作目にあたる。元々は高倉の主演作の企画が持ち上がった際、『夜叉』（1985年）、『あ・うん』（1989年）などをプロデュースした故・市古聖智が遺したシノプシスを、市古の関わった数々の作品でカメラマンを務めた林淳一郎が降旗に紹介。降旗が興味を示した事に始まる。オリジナルのストーリーは非常に長いものだったため、脚本の青島武、降旗、東宝側のプロデューサー、そして林の4名で内容を整えていったものである。企画者として、市古と並び、撮影監督の林の名前が列挙されているのはこうした経緯による。
この作品は、高倉（2014年11月10日に死去）と大滝秀治（2012年10月2日死去）の2人の遺作となった。

## あらすじ
富山の刑務所で指導技官を務める倉島英二に、亡くなった妻・洋子から届いた絵手紙。そこには今まで知らされることの無かった“故郷の海に散骨して欲しい”という洋子の想いが記されていた。洋子の遺言は依頼人により、平戸の郵便局に7日間保管されていた。亡くなった洋子の真意を知るために、故郷へ向けて自分で内装をしたワンボックスカーで、一人旅を始める英二。その旅は富山から始まり飛騨高山、京都、大阪、竹田城、瀬戸内、下関、北九州市の門司、そして洋子の故郷である長崎県平戸の漁港・薄香へと続く。風光明媚な地で出会うさまざまな人々と、さまざまな人生。出会いと別れ。そしてそれは、英二が洋子の深い愛情に改めて気付かされる旅でもあった。「このみちや いくたりゆきし われはけふゆく　種田山頭火」。

## キャスト
- 倉島英二 - 高倉健
嘱託の指導技官（法務技官　作業専門官）。妻に先立たれた過去を持つ[7]。
思うところあり、受刑者達に神輿作りの作業を教え、その腕で改造したミニバンで長崎へ向かう。
- 倉島洋子 - 田中裕子
英二の妻。
童謡歌手・井手洋子として刑務所慰問をしていた時の縁で英二と知り合う。宮沢賢治の「星めぐりの歌」を歌う。
- 南原（なんばる）慎一 - 佐藤浩市
年齢は上だが田宮主任の部下。過去に何かを抱えている。
平戸で困ったことがあったら大浦吾郎を訪ねろと教える。
- 田宮裕司 - 草彅剛（SMAP）
北海道の物産展を出店するため日本を回っている。
車の故障で困っているところを英二に助けてもらう。妻に不倫の噂があり、真実を知るのを恐れて、自らすすんで出張している。
- 濱崎奈緒子 - 綾瀬はるか
英二の頼みを聞いて、散骨のための船を探してくれる女性。
父を海で亡くした。
- 濱崎多恵子 - 余貴美子
奈緒子の母で濱崎食堂を営む。
夫が海で遭難して行方不明になって以来、奈緒子を一人で育てている。
- 大浦卓也 - 三浦貴大
薄香の漁師。
祖父大浦吾郎の対応に腹を立て、英二のため無理やりにでも船を出そうとする。奈緒子と来月結婚の予定。
- 漁協の役員 - 石倉三郎
- お好み焼き屋の客 - 岡村隆史（ナインティナイン）
過去に英二と洋子が大阪旅行で立ち寄った店で、阪神タイガース優勝の祝い酒を二人に振舞う阪神ファンの客。
- 笹岡紀子 - 根岸季衣
NPO法人 遺言サポートの会のスタッフ。
洋子から預かっていた絵手紙を英二に渡す。
- 大浦吾郎 - 大滝秀治[8]
散骨のために船を出すことを頑なに断った薄香の漁師。
「久しぶりにきれいな海ば見た」という。
- 塚本和夫 - 長塚京三
英二の後輩。
英二の辞表を預かり休暇扱いとする。
- 塚本久美子 - 原田美枝子
和夫の妻。
- 警官 - 浅野忠信
- 杉野輝夫 - ビートたけし
キャンピングカーで日本中を放浪している元国語教師で妻に先立たれたという。
放浪の俳人・種田山頭火を諳んじていて「放浪と旅の違いは目的があるかないか」であり、芭蕉と山頭火の違いだといい、「旅は帰るところがある」とも教える。
その正体は車上荒らし犯で、下関市の関門海峡を見渡せる展望台で、英二の目の前で山口県警察の警察官に逮捕される。
- 不破万作
- 掛田誠
- 井上康
- 芦川誠
- 井上肇
- 御供信弘

## スタッフ
- 監督 - 降旗康男
- 脚本 - 青島武
- 音楽 - 林祐介
- 製作 - 市川南、平城隆司、服部洋、見城徹、山本晋也、岩本孝一、冨木田道臣、宮坂学、吉川英作、笹栗哲朗、樋泉実、中井靖治
- 企画 - 市古聖智・林淳一郎
- プロデューサー - 佐藤善宏・前田光治・小久保利己・進藤淳一
- 撮影 - 林淳一郎
- 別班撮影 - さのてつろう
- 照明 - 中村裕樹
- 録音 - 本田孜
- 美術 - 矢内京子
- 装飾 - 鈴村高正
- 助監督 - 宮村敏正
- 編集 - 菊地純一
- VFXスーパーバイザー - 立石勝
- スクリプター - 阿保知香子
- 音楽プロデューサー - 和田亨
- 音響効果 - 佐々木英世
- ロケ協力 - 富山県ロケーションオフィス、富山フィルムコミッション、射水市、氷見市、岐阜フィルムコミッション、飛騨フィルムコミッション、米原市、大阪フィルムカウンシル、下関フィルムコミッション、岩国市フィルムコミッション、山口県フィルムコミッション、北九州フィルムコミッション、福岡フィルムコミッション、佐賀県フィルムコミッション、長崎県フィルムコミッション、平戸市　ほか
- プロダクション統括 - 金澤清美
- アソシエイト・プロデューサー - 藤原恵美子
- ライン・プロデューサー - 傳野貴之
- プロダクションアドバイザー - 山田健一
- 小説「あなたへ」森沢明夫（幻冬舎文庫）
- 制作プロダクション - 東宝映画
- 制作協力 - ブリックス
- 配給 - 東宝
- 製作 - 「あなたへ」製作委員会（東宝、テレビ朝日、電通、日本経済新聞社、幻冬舎、朝日放送、メ〜テレ、TOKYO FM、Yahoo! JAPAN、日本出版販売、九州朝日放送、北海道テレビ放送、静岡朝日テレビ、中日新聞社、北海道新聞社、北日本新聞、北日本放送、富山テレビ放送、チューリップテレビ、広島ホームテレビ、北陸朝日放送、東日本放送、長崎文化放送、山口朝日放送、瀬戸内海放送）

## 封切り・受賞
第36回モントリオール世界映画祭のワールドコンペティション部門に正式出品。エキュメニカル賞特別賞を受賞。高倉は1994年に「四十七人の刺客」でヴェネツィア国際映画祭を訪れて以来18年ぶりに海外の映画祭の現地で会見した。
全国339スクリーンで公開され、2012年8月25、26日の初日2日間で興収2億3,723万1,500円、動員21万9,164人になり映画観客動員ランキング（興行通信社調べ）で初登場第2位となった。
2012年11月27日、主演の高倉が本作により「第37回報知映画賞」主演男優賞を受賞。「第25回日刊スポーツ映画大賞・石原裕次郎賞」においても、高倉が主演男優賞、本作は石原裕次郎賞を受賞した。
2013年3月8日、第36回日本アカデミー賞にて優秀作品賞、優秀監督賞（降旗康男）、優秀脚本賞（青島武）、優秀助演男優賞（佐藤浩市）、最優秀助演男優賞（大滝秀治）、最優秀助演女優賞（余貴美子）、優秀美術賞（矢内京子）、優秀撮影賞（林淳一郎）、優秀照明賞（中村裕樹）、優秀音楽賞（林祐介）、優秀録音賞（本田孜）、優秀編集賞（菊池純一）を受賞。

## 小説
- 『あなたへ』著：森沢明夫（幻冬舎文庫 2012年2月24日） ISBN 978-4344418240

東宝サイドから小説化の話を持ちかけられた幻冬舎が、『虹の岬の喫茶店』や映画化された小説『津軽百年食堂』などで注目される森沢明夫に依頼した。快諾した森沢は自らレンタカーを駆って富山ロケから撮影現場を巡り、登場人物のディテールを肉付けしていった。
本作は脚本をベースに1冊の本に仕上げようという試みがなされた。「この物語に出合い心が動きました。人が人を思いやること、生きることの切なさを思いました」と語る高倉の意も受けて作業が進み、出版にこぎつけた幻冬舎は「脚本も素晴らしいものですが、単なるノベライズではなく、オリジナル小説として読んでほしい」と話している。
著者である森沢自身も「映画の尺ではどうしても表現しきれない部分を、小説ではできるだけ丁寧にすくいとっていこうと思いました」と語り「読了後に、自分の一番大切な人のことを思い浮かべてみてくれたらうれしい」と話している。

## 関連本
- 『もういちど あなたへ』編著：石飛徳樹（朝日新聞出版 2018年2月20日） ISBN 978-4023316355
  - 高倉健がこの世を去って3年、降旗康男監督や共演者らに新しくインタビューした高倉健追悼本。

## その他
- 2012年8月26日、高倉はこの映画のロケ地として協力を受けた富山刑務所を表敬訪問した。2011年9月に5日間にわたり撮影が行われ、その感謝の気持ちを伝えたい、との思いから再訪が実現。同刑務所の講堂で受刑者350名を前に「自分は、日本の俳優では1番多く、皆さんのようなユニフォームを着た俳優だと思います」とのユーモアを交えながらも「『あなたへ』は、人を思うことの大切さ、そして思うことは“切なさ”にもつながると思います」と声を詰まらせながら作品を説明、「1日も早く、あなたにとって大切な人のところへ帰ってあげてください。心から祈っています」とのメッセージを伝えた。またこの日、同刑務所内で今作のDVDが上映された。興行中の新作映画が刑務所内で上映されることは極めて異例で、東宝配給作品としては初めてのこと。また、同刑務所としても初の試みである[12]。
- ビートたけしの出演シーンの撮影は3日間、大滝秀治の出演シーンの撮影は2日間だった。たけしについて高倉は「3日間で、あの存在感ですからね。同じ役者だったら、たけちゃんの役、やりてぇなって思いますよね。」と語っており、「今、役者として一番いい時なんじゃないですか?果物で言ったら一番熟れてる時だと思いますね」と評価している。また、大滝について「最初、台本で『久しぶりに、きれいな海ば見た』って台詞を見たとき、『なんて、つまんねぇ台詞書きやがって…』って悪口ばっかり言ってたんですけど、台詞って言う人で変わるんだなぁ、って改めて思いましたよ。泣きましたから。泣くシーンじゃないのに。ドキっとしました。」と共演シーンでの最後の台詞について振り返っている[13]
- 2013年6月2日、日本映画専門チャンネルの『日曜邦画劇場』において、テレビ初放送された。
- 2013年8月18日、テレビ朝日系列の『日曜洋画劇場』において、地上波初放送された。また、2014年9月28日に2度目の放送がされた後、同年11月23日の同番組において高倉健の追悼企画として本作が再び放送された[14]。
- 撮影風景や高倉のコメントなどが、NHK『プロフェッショナル 仕事の流儀』第192回「高倉健スペシャル」として放送された[15]。